# Vladimir Duma
Vladimir Duma es un ex ciclista profesional ucraniano. Nació en Hust el 2 de marzo de 1972.
Ha conseguido victorias de notable importancia. Finalizó segundo en dos etapas del Giro de Italia, en sus ediciones de 2000 (donde se vio superado por el australiano David McKenzie) y de 2001 (superado por el italiano Ellis Rastelli).
En la Tirreno-Adriático de 2009 finalizó la primera etapa en segunda posición, solo superado por su compañero de fuga el francés Julien El Fares.

## Palmarés
1998
- Campeonato de Ucrania de Ciclismo en Ruta
- 1 etapa de la Vuelta a Suiza

1999
- 1 etapa del Giro de los Abruzzos

2000
- 1 etapa del Giro de los Abruzzos
- Campeonato de Ucrania de Ciclismo en Ruta

2002
- G. P. Industria y Comercio de Prato

2003
- 1 etapa del Regio-Tour

2004
- 2.º en el Campeonato de Ucrania en Ruta

2006
- Tour de Japón, más 1 etapa

2010
- Baltyk-Karkonosze Tour

## Equipos
- Gaerne/Panaria (1998-2002) 
  - Scrigno-Gaerne (1998)
  - Navigari-Gaerne (1999)
  - Panaria-Gaerne (2000)
  - Panaria-Fiordo (2001-2002)
- Landbouwkrediet-Colnago (2003-2004) 
  - Landbouwkrediet-Colnago-Alken Maes-Daikin (2003)
  - Landbouwkrediet-Colnago (2004)
- Universal Caffé (2005-2006)
  - Team Universal Caffe'-Styloffice (2005)
  - C.B. Immobiliare-Universal Caffe' (2006)
- Ceramica Flaminia (2007-2009)
  - Ceramica Flaminia (2007)
  - Ceramica Flaminia-Bossini Docce (2008-2009)
- Romet-Weltour-Debica (2010)